# Dragoni (Italia)
Dragoni è un comune italiano di 1 879 abitanti della provincia di Caserta in Campania. È sito ai piedi del Monte Melito, una delle punte della catena dei Monti Trebulani.

## Storia
Nel medioevo il paese era, assieme ad altri, feudo dell'importante famiglia nobiliare dei Dragoni, che da esso prese il nome.
Dal 1927 al 1945 appartenne alla provincia di Benevento, a seguito della temporanea soppressione della provincia di Caserta in epoca fascista.

## Monumenti e luoghi d'interesse

### Edifici religiosi
- Chiesa dell'Annunziata
- Chiesa di San Biagio
- Chiesa di San Marco
- Chiesa di San Simeone
- Chiesa di Sant'Andrea Apostolo
- Chiesa di San Giovanni Battista

## Società

### Evoluzione demografica
Abitanti censiti

### Etnie e minoranze straniere
Secondo i dati ISTAT al 1º gennaio 2022 la popolazione straniera residente era di 66 persone e rappresentava il 3.3% della popolazione residente nel territorio del comune. Le nazionalità maggiormente rappresentate in base alla loro percentuale sul totale della popolazione residente erano:
- India 32
- Romania 14
- Marocco 8
- Russia 4

## Infrastrutture e trasporti
Il comune è servito dalla stazione omonima e dalla stazione di San Marco della ferrovia Alifana, e dall'uscita omonima della strada statale 372 Telesina.

## Amministrazione
| Periodo | Periodo   | Primo cittadino   | Partito      | Carica  | Note |
| ------- | --------- | ----------------- | ------------ | ------- | ---- |
| 2022    | in carica | Antonella D'Aloia | Lista civica | Sindaco |      |

### Altre informazioni amministrative
Il capoluogo, un tempo coincidente con la frazione di San Giorgio, si è espanso fino a comprendere le altre frazioni vicine, eccetto Maiorano di Monte, ed è adesso identificato col toponimo di Dragoni. Di conseguenza non si tratta di un comune sparso.
Il comune appartiene alla Comunità montana Monte Maggiore.

## Galleria d'immagini

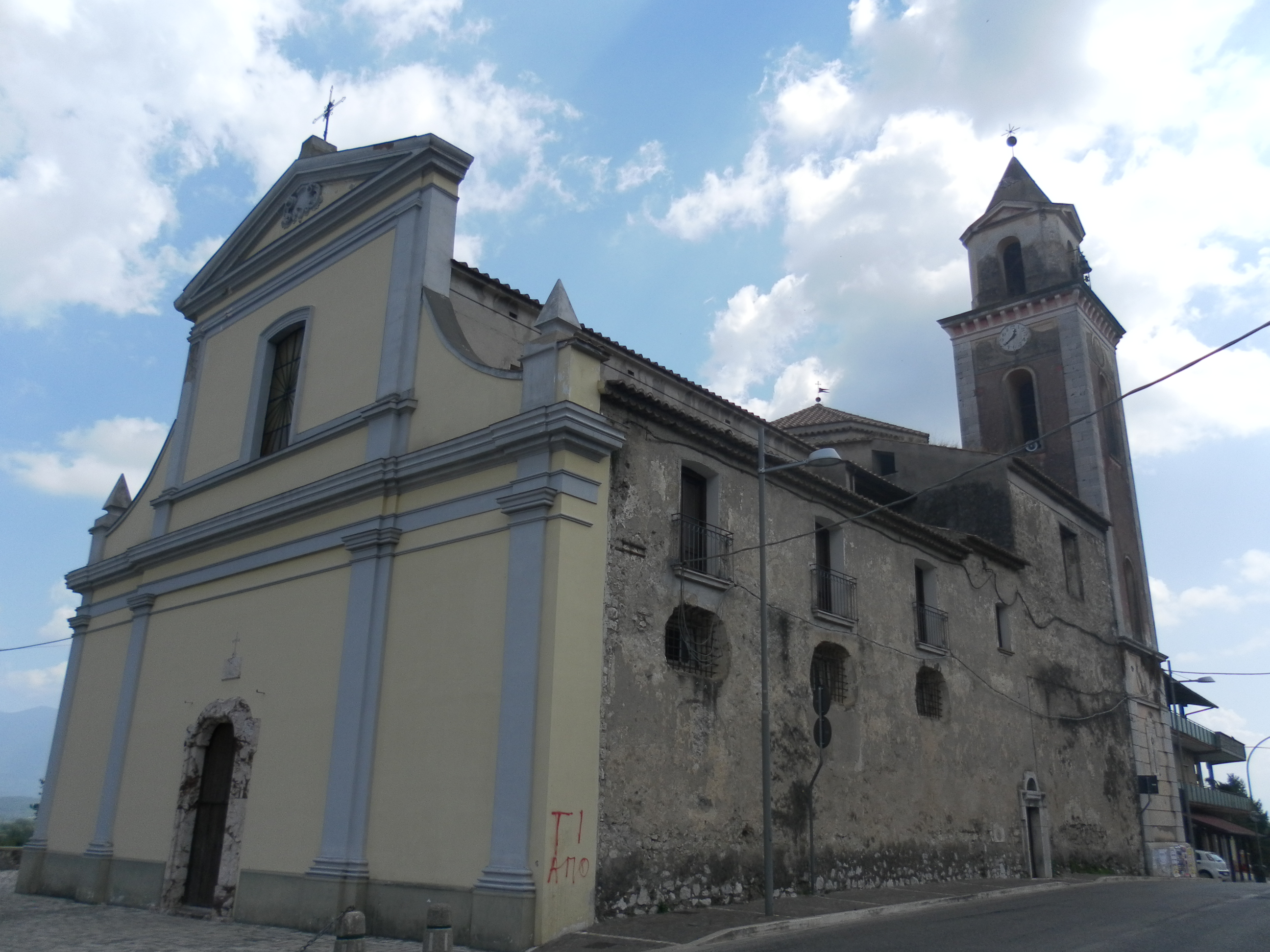
Chiesa dell'Annunziata
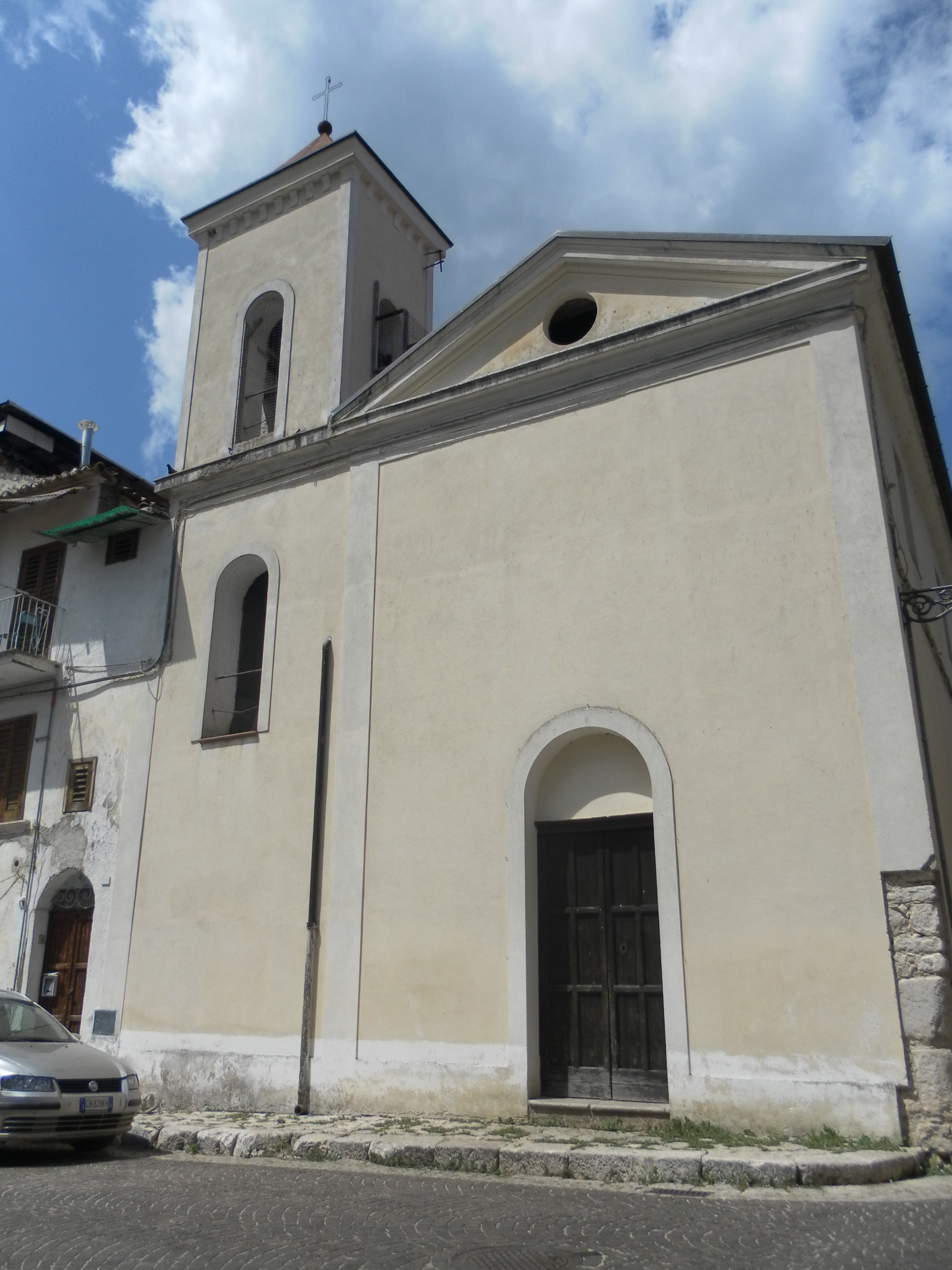
Chiesa di San Biagio
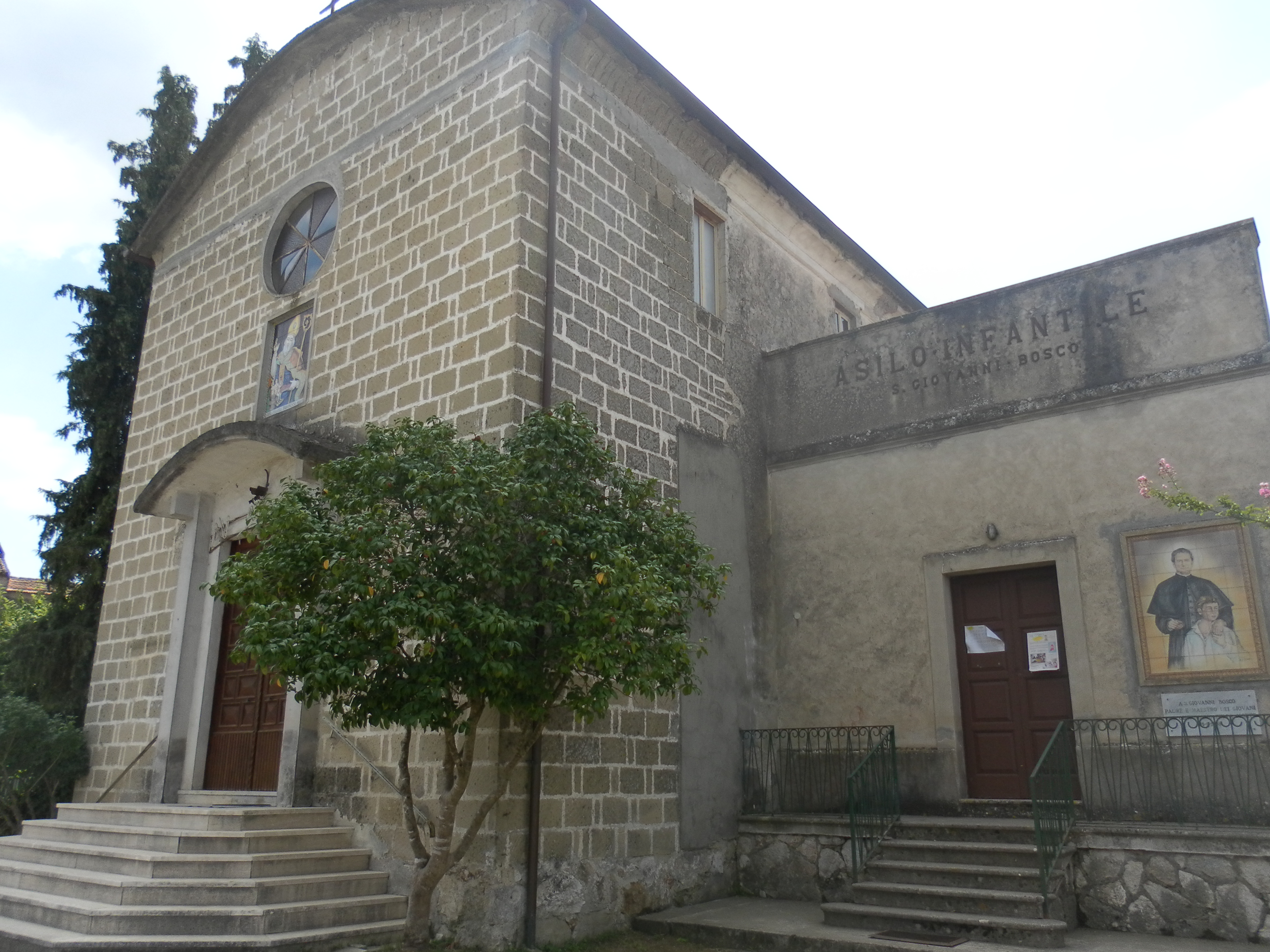
Chiesa di San Marco
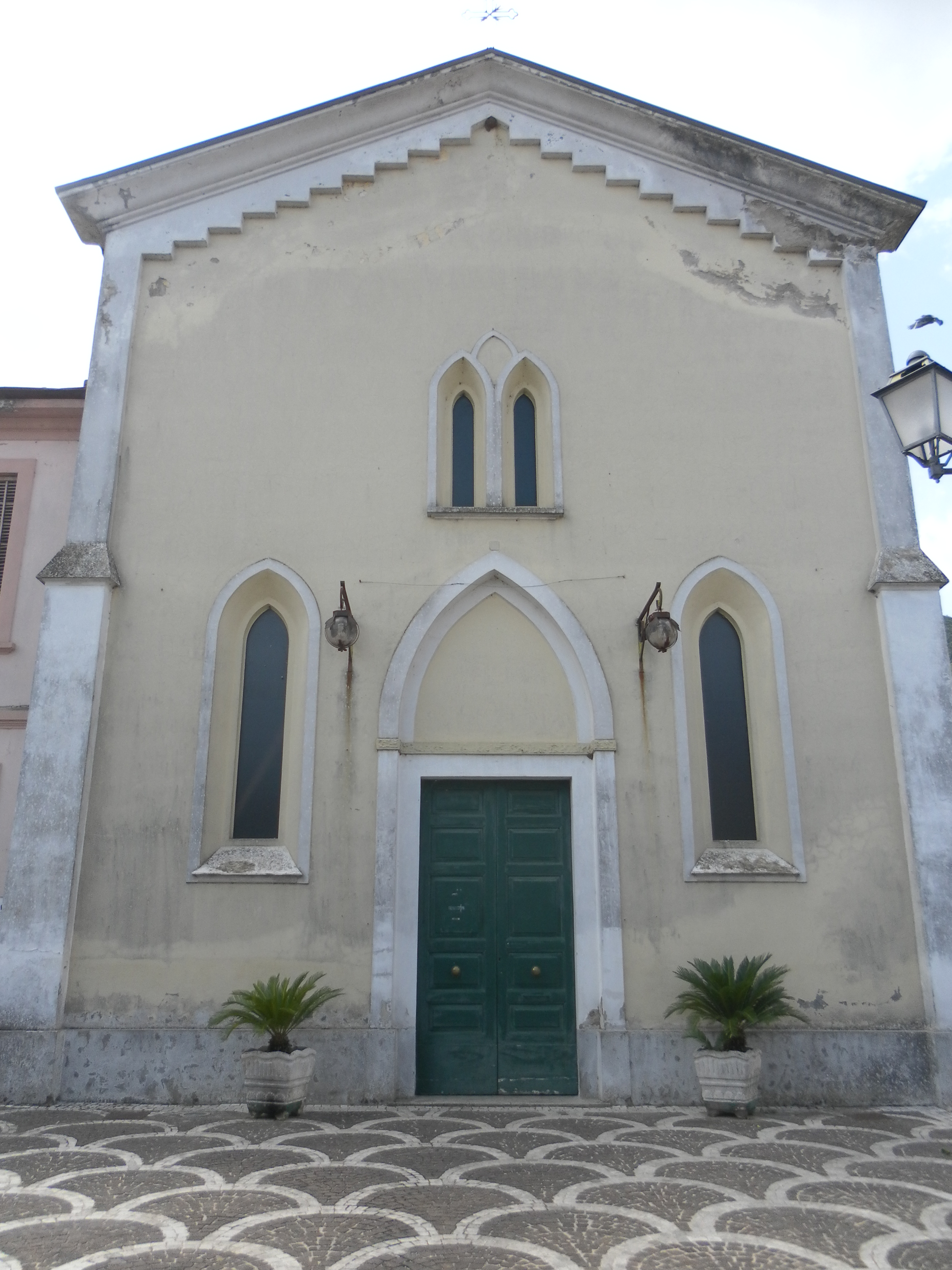
Chiesa di San Simeone nuova
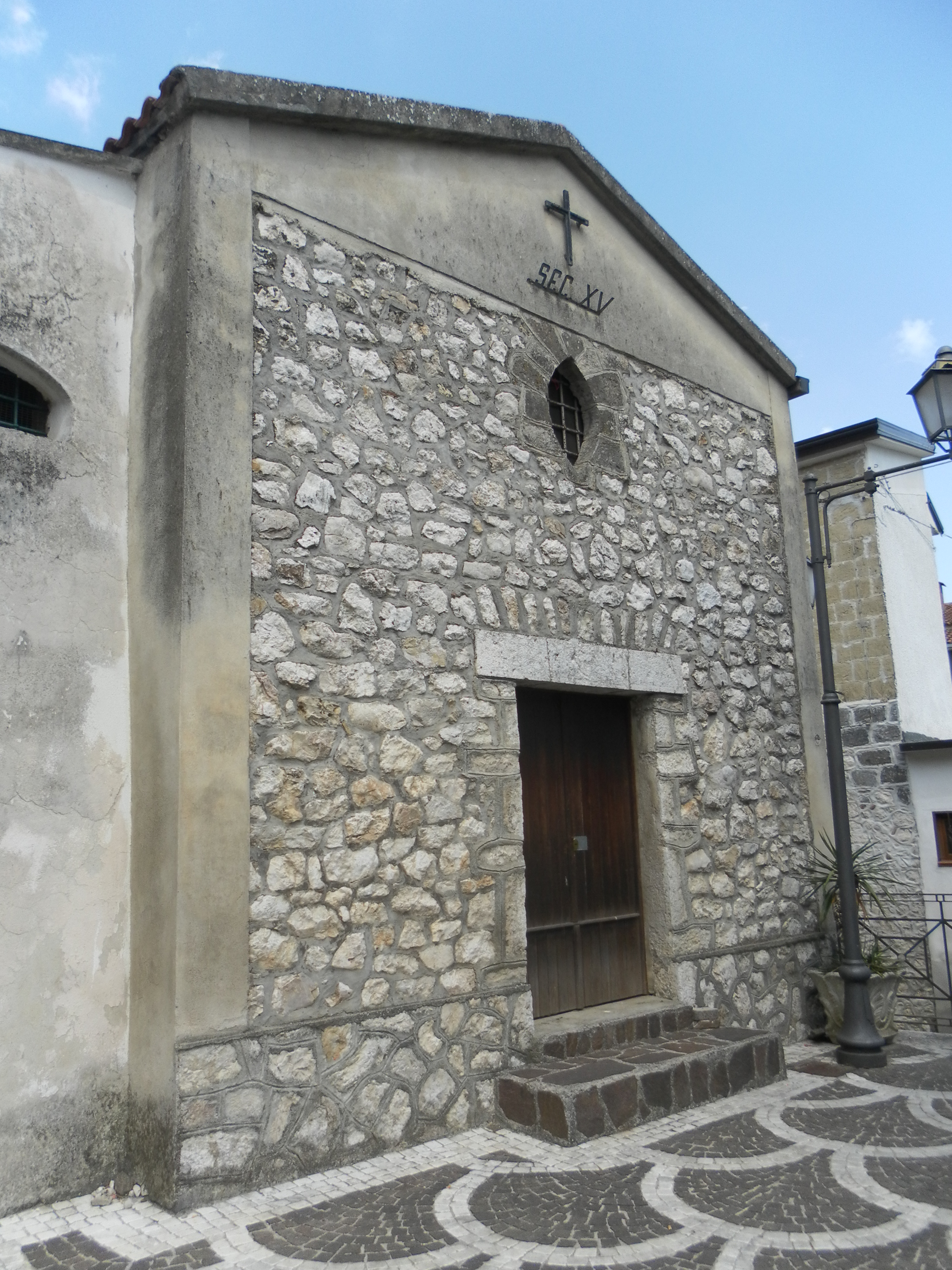
Chiesa di San Simeone